# Suffolk Downs (Metro de Boston)
Suffolk Downs es una estación en la línea Azul del Metro de Boston. La estación se encuentra localizada en 1230 Bennington St en Walley St en East Boston, Massachusetts. La estación Suffolk Downs fue inaugurada el 21 de abril de 1952. La Autoridad de Transporte de la Bahía de Massachusetts es la encargada por el mantenimiento y administración de la estación. La estación fue renovada entre 1994 y 1995 cuando las otras estaciones entre Wonderland a Suffolk Downs fueron remodeladas completamente.

## Descripción
La estación Suffolk Downs cuenta con 2 plataformas laterales y 2 vías. La estación también cuenta con 110  plazas de aparcamiento.

## Conexiones
La estación es abastecida por las siguientes conexiones: 